# ان‌جی‌سی ۷۰۵۹
ان‌جی‌سی ۷۰۵۹ (انگلیسی: NGC 7059) یک کهکشان مارپیچی نزدیک است که در فاصله ۷۰ میلیون سال نوری از زمین در صورت فلکی طاووس قرار دارد. کهکشان NGC 7059 توسط اخترشناس جان هرشل در ۲۲ ژوئیه ۱۸۳۵ کشف شد.